# Rastaman Vibration
Rastaman Vibration es el octavo álbum de estudio de Bob Marley & The Wailers lanzado el 30 de abril de 1976 por el binomio Tuff Gong/Island. Aunque el álbum fue un gran éxito en Estados Unidos, convirtiéndose en el primer (y único) álbum que entró en el Billboard 200 (alcanzando el n.º 8), no proporcionó ningún sencillo notable, pese a que "Roots, Rock, Reggae" fue el único sencillo que alcanzó el Billboard Hot 100 con un 51.er puesto. Los sintetizadores jugaron un papel destacado en este álbum.
Para Bob Marley, 1975 fue un año triunfal. El álbum Natty Dread aparece como uno de sus más fuertes discos y además llevando al Top 40 el sencillo "No Woman No Cry". Al término de la gira, Marley y su banda regresó a Jamaica, para establecer los temas de Rastaman Vibration (1976) en los estudios dirigidos por el legendario Harry Johnson y Joe Gibbs. 
Ninguna de las canciones del álbum aparecen en el recopilatorio Legend, por su parte "War", sigue siendo una de las declaraciones más sorprendentes de la carrera del cantante, aunque la letra de la canción es sacada de un discurso de Haile Selassie, Marley la adapta perfectamente al entono musical. Igualmente fuertes son las canciones "Rat Race", "Crazy Baldhead," y "Want More". También hay canciones alegres como "Cry to Me", "Night Shift" y "Positive Vibration", como el álbum anterior, en Rastaman Vibration se incluyen algunas composiciones antiguas para este álbum, como "Cry To Me", "Who The Cap Fit" y "Night Shift", las tres canciones se grabaron con anterioridad, y después regrabadas para este álbum, el título original de "Who The Cap Fit" era "Man To Man", una primera versión de "Night Shift" bajo el nombre de "It's Alright", apareció en el álbum Soul Rebels de 1970.
A pesar de esto, los admiradores no han encontrado ninguna sola canción de la talla de "No Woman No Cry". "Esto no es solo música, sino también nos preocupamos de que tenga mensaje. En estos momentos la música no nos importa, pero si nos preocupamos del mensaje. 'Rastaman Vibration' es un disco que te invita a pensar. Temas como “War” y “Rat Race” no te muestran el camino, pero te permite escucharlo." decía Bob Marley al referirse al disco. Rastaman Vibration sigue sin alcanzar el Top Ten en los Estados Unidos.

## Crédito de las canciones
Aunque toma nota de la lista de álbumes de revestimiento de múltiples compositores, incluyendo amigos de la familia y miembros de la banda, todas las canciones fueron escritas por Marley.
Marley estuvo involucrado en una disputa contractual con su empresa editorial anterior, "Cayman Music". Vincent Ford, un amigo de la infancia de Jamaica, fue dado escritor de la canción "No Woman, No Cry" en el álbum Natty Dread en 1974, así como las canciones "Crazy Baldhead" (con su esposa Rita Marley), "Positive Vibration" y "Roots Rock Reggae "en el álbum Rastaman Vibration en 1976, junto con "Inna De Red" y " Jah Bless " con el hijo de Marley, Stephen.
Marley no quería que sus nuevas canciones se asociasen con la compañía Cayman, y se había especulado, que incluso en su obituario en "The Independent", había puesto los nombres de sus amigos más cercanos y miembros de la familia como medio de evitar las restricciones contractuales y como una forma de proporcionar ayuda permanente a la familia y amigos cercanos.
Rita Marley y su exmánager Danny Sims, demandan para obtener derechos de la realeza y la propiedad de las canciones, alegando que Marley había escrito las canciones, pero había asignado el crédito a Ford para evitar cumplir los compromisos contraídos en los contratos anteriores. Un tribunal de 1987, dicta que Marley asumió el control completo de las canciones.

## Listado de canciones

### Cara A
1. "Positive Vibration" (Vincent Ford) - 3:32
2. "Roots, Rock, Reggae" (Vincent Ford) - 3:35
3. "Johnny Was" (Rita Marley) - 3:46
4. "Cry To Me" (Rita Marley) - 2:33
5. "Want More" (Aston Barrett) - 4:10

### Cara B
1. "Crazy Baldhead" (Rita Marley/Vincent Ford) - 3:11
2. "Who The Cap Fit" (Aston Barrett/Carlton Barrett) - 4:41
3. "Night Shift" (Bob Marley) - 3:10
4. "War" (Alan Cole/Carlton Barrett) - 3:36
5. "Rat Race" (Rita Marley) - 2:50

### Canciones extra
1. "Jah Live" (Bob Marley)

### Versión actual en CD
1. "Positive Vibration"  – 3:34
2. "Roots, Rock, Reggae"  – 3:38
3. "Johnny Was"  – 3:48
4. "Cry to Me"  – 2:36
5. "Want More"  – 4:17
6. "Crazy Baldhead"  – 3:12
7. "Who the Cap Fit"  – 4:43
8. "Night Shift"  – 3:11
9. "War"  – 3:37
10. "Rat Race"  – 2:54
11. "Jah Live" (Original Mix)  – 4:17

### Edición deluxe 2002

#### Disco uno: remasterizado
1. "Positive Vibration"  – 3:34
2. "Roots, Rock, Reggae"  – 3:38
3. "Johnny Was"  – 3:48
4. "Cry to Me"  – 2:36
5. "Want More"  – 4:17
6. "Crazy Baldhead"  – 3:12
7. "Who the Cap Fit"  – 4:43
8. "Night Shift"  – 3:11
9. "War"  – 3:37
10. "Rat Race"  – 2:54
11. "Jah Live" (Original Mix)  – 4:17
12. "Concrete" (B-side of Single) – 4:24
13. "Roots, Rock, Reggae" (Unreleased Single Mix)  – 3:38
14. "Roots, Rock, Dub" (Unreleased Single Dub Mix)  – 3:38
15. "Want More" (Unreleased Alternate Album Mix)  – 5:10
16. "Crazy Baldhead" (Unreleased Alternate Album Mix)  – 3:08
17. "War" (Unreleased Alternate Album Mix)  – 4:03
18. "Johnny Was" (Unreleased Alternate Album Mix)  – 3:41

#### Disco dos: edición Rastaman Vibration Deluxe Live
1. "Introduction"  – 0:38
2. "Trenchtown Rock"  – 4:56
3. "Burnin' & Lootin'"  – 4:54
4. "Them Belly Full (But We Hungry)"  – 4:13
5. "Rebel Music (3 O'Clock Roadblock)"  – 6:08
6. "I Shot the Sheriff"  – 6:34
7. "Want More"  – 7:02
8. "No Woman No Cry"  – 5:19
9. "Lively Up Yourself"  – 5:44
10. "Roots, Rock, Reggae"  – 5:32
11. "Rat Race"  – 7:53
12. "Smile Jamaica, Part One"  – 3:19
13. "Smile Jamaica, Part Two"  – 3:10

## Tour
Rastaman Vibration Tour fue una gira de conciertos organizada para apoyar el álbum Rastaman Vibration de Bob Marley & The Wailers.
La gira comenzó en el Teatro Tower en Upper Darby, Pennsylvania, el 23 de abril de 1976, y terminó en Mánchester, Inglaterra, el 27 de junio de 1976. En la segunda etapa de la gira, Marley realizó por primera vez conciertos en Europa continental y se estrenó en Alemania, Suecia, Francia y los Países Bajos. Después de la gira, Marley realizó el "Smile Jamaica Concert" en su tierra natal, Jamaica, tras recibir un disparo un par de días antes. El álbum "Live At The Roxy" se realizó durante esta gira, el 26 de mayo. 

### Lista de canciones
Luego del primer tercio del recorrido la lista de canciones se hizo más estandarizada y sobre todo se parecía a lo siguiente: 
- "Trenchtown Rock"
- "Burnin' And Lootin'"
- "Them Belly Full (But We Hungry)"
- "Rebel Music (3 O'Clock Roadblock)"
- "I Shot The Sheriff"
- "Want More"
- "No Woman, No Cry"
- "Lively Up Yourself"
- "Roots, Rock, Reggae"
- "Rat Race"
- "Positive Vibration"
- "Get Up, Stand Up"/"War"/"No More Trouble" (mezcla)

Al comienzo de la gira, durante los cuatro espectáculos en el Teatro Beacon, cuando Marley experimentó y cambió el repertorio abruptamente, mezcló dos cantos Niyabinghi ("Rastaman Chant" y "Lion Of Judah ") y un breve riff de reggae ("Keep The Faith"). Estas canciones se habían realizado al principio en vez de" Trenchtown Rock ". Pero, los cantos Niyabinghi eran muy lentos así que se hizo la transición a los riff de reggae festivos, y se decidió sustituirlos por la animada canción "Trenchtown Rock" para capturar mejor a la audiencia desde el principio. Como se ha visto durante el Natty Dread Tour en 1975, "Trenchtown Rock" también fue la canción de apertura.
Todas las canciones del álbum Rastaman Vibration se había realizado al menos una vez, a excepción de "Who The Cap Fit" (que se llevó a cabo una vez durante el Tour de Kaya en 1978) y "Cry To Me".
También hubo actuaciones de una canción anterior que no aparece en ninguno de los discos de Marley grabados por Island en ese momento ("Trenchtown Rock").
```
De espectáculo en espectáculo, a veces se agragaba una canción adicional, como "Slave Driver", "Johnny Was", "Night Shift", "Bend Down Low", "Crazy Baldhead" o "Jah Live". Pero se tocaron muy raramente durante la gira. 
```

### Conciertos
| Fecha       | Lugar                                      | Ciudad                            | País       | Notas                |
| ----------- | ------------------------------------------ | --------------------------------- | ---------- | -------------------- |
| 23 de abril | Tower Theater                              | Upper Darby Township, Pensilvania | EUA        |                      |
| 24 de abril | McDonough Arena, Universidad de Georgetown | Washington D. C.                  | EUA        |                      |
| 25 de abril | Music Hall                                 | Boston, Massachusetts             | EUA        | 2 conciertos         |
| 30 de abril | Beacon Theatre                             | Nueva York, Nueva York            | EUA        | 2 conciertos         |
| 1 de mayo   | Beacon Theater                             | New York City, Nueva York         | EUA        | 2 conciertos         |
| 4 de mayo   | Centre Sportif                             | Montreal, Quebec                  | Canadá     |                      |
| 5 de mayo   | Convocation Hall                           | Toronto, Ontario                  | Canadá     | 2 conciertos         |
| 6 de mayo   | Century Theater                            | Búfalo, Nueva York                | EUA        |                      |
| 7 de mayo   | Music Hall                                 | Cleveland, Ohio                   | EUA        |                      |
| 10 de mayo  | Detroit Masonic Temple                     | Detroit, Míchigan, Míchigan       | EUA        |                      |
| 11 de mayo  | Auditorium Theater                         | Chicago, Illinois                 | EUA        |                      |
| 13 de mayo  | Orchestra Hall                             | Minneapolis, Minnesota            | EUA        |                      |
| 14 de mayo  | Ambassador Theatre                         | San Luis, Misuri                  | EUA        |                      |
| 20 de mayo  | Music Hall                                 | Houston, Texas                    | EUA        |                      |
| 22 de mayo  | Denver Auditorium                          | Denver, Colorado                  | EUA        |                      |
| 25 de mayo  | Civic Theater                              | San Diego, California             | EUA        |                      |
| 26 de mayo  | Roxy Theatre                               | Los Ángeles, California           | EUA        |                      |
| 27 de mayo  | Shrine Auditorium                          | Los Ángeles, California           | EUA        |                      |
| 29 de mayo  | Paramount Theatre                          | Oakland, California               | EUA        |                      |
| 30 de mayo  | Paramount Theater                          | Oakland, California               | EUA        | 2 conciertos         |
| 31 de mayo  | Santa Barbara County Bowl                  | Santa Bárbara, California         | EUA        |                      |
| Junio       | ?                                          | Miami, Florida                    | EUA        |                      |
| 6 de junio  | Messegelände                               | Offenburg                         | Alemania   | Sunrise Festival     |
| 8 de junio  | Philipshalle                               | Düsseldorf                        | Alemania   |                      |
| 9 de junio  | Laeiszhalle                                | Hamburgo                          | Alemania   |                      |
| 10 de junio | Gröna Lund                                 | Estocolmo                         | Suecia     |                      |
| 13 de junio | Jaap Edenhal                               | Ámsterdam                         | Holanda    |                      |
| 14 de junio | ?                                          | París                             | Francia    |                      |
| 15 de junio | Hammersmith Odeon                          | Londres                           | Inglaterra |                      |
| 16 de junio | Hammersmith Odeon                          | Londres                           | Inglaterra |                      |
| 17 de junio | Hammersmith Odeon                          | Londres                           | Inglaterra | 2 conciertos         |
| 18 de junio | Hammersmith Odeon                          | Londres                           | Inglaterra | 2 conciertos         |
| 19 de junio | Ninian Park                                | Cardiff                           | Gales      | West Coast Rock Show |
| 20 de junio | Civic Hall                                 | Wolverhampton                     | Inglaterra |                      |
| 22 de junio | The Odeon                                  | Birmingham                        | Inglaterra |                      |
| 23 de junio | Colston Hall                               | Bristol                           | Inglaterra |                      |
| 24 de junio | Great Hall, University of Exeter           | Exeter, Devon                     | Inglaterra |                      |
| 26 de junio | Leeds University                           | Leeds                             | Inglaterra | 2 conciertos         |
| 27 de junio | Belle Vue                                  | Mánchester                        | Inglaterra |                      |

## Anécdotas
Como en Natty Dread, Bob da los créditos de la mayoría de las canciones del álbum a sus amigos, para evitar el pago de regalías a la compañía "Cayman Music".
En el interior de la cubierta del álbum original, a la derecha, se lee un mensaje que indica "Esta cubierta del álbum es muy bueno para la limpieza de hierbas."
La banda de punk de Irlanda del Norte "Stiff Little Fingers" cubrieron una versión de "Johnny Was" en su álbum de debut "Inflammable Material", que se convirtió en el primer registro de una organización independiente lable que entra en el Top 20 del Reino Unido, además de ser número de 14 en "Rough Trade Records".

## Créditos
- Bob Marley - Voz, Guitarra
- I Threes (Rita Marley, Judy Mowatt, Marcia Griffiths) - Coros
- Aston Barrett - Bajo
- Carlton Barrett - Batería
- Earl Smith - Guitarra
- Donald Kinsey - Guitarra
- Al Anderson - Guitarra
- Tyrone Downie - Teclados
- Bernard Harvey - Teclados
- Ian Winter - Teclados
- Tommy McCook - Saxofón Tenor
- Glen Da Costa - Saxofón Tenor
- Vin Gordon - Trombón
- David Madden - Trompeta
- Alvin Patterson - Percusión